# Эрпи-л’Арлесьен
Эрпи́-л’Арлесье́н (фр. Herpy-l'Arlésienne) — коммуна во Франции, находится в регионе Шампань — Арденны. Департамент — Арденны. Входит в состав кантона Шато-Порсьен. Округ коммуны — Ретель.
Код INSEE коммуны — 08225.
Коммуна расположена приблизительно в 155 км к северо-востоку от Парижа, в 65 км севернее Шалон-ан-Шампани, в 50 км к юго-западу от Шарлевиль-Мезьера.

## Население
Население коммуны на 2008 год составляло 192 человека.
| 1962 | 1968 | 1975 | 1982 | 1990 | 1999 | 2008 |
| ---- | ---- | ---- | ---- | ---- | ---- | ---- |
| 163  | 181  | 139  | 61   | 158  | 155  | 192  |

## Экономика
В 2007 году среди 123 человек в трудоспособном возрасте (15—64 лет) 99 были экономически активными, 24 — неактивными (показатель активности — 80,5 %, в 1999 году было 72,2 %). Из 99 активных работали 88 человек (52 мужчины и 36 женщин), безработных было 11 (4 мужчины и 7 женщин). Среди 24 неактивных 7 человек были учениками или студентами, 12 — пенсионерами, 5 были неактивными по другим причинам.

## Фотогалерея
- Эрпи-л’Арлесьен
- Церковь
- Памятник погибшим в Первой мировой войне
- Мемориал